# En la ardiente oscuridad
En la ardiente oscuridad es una obra de teatro en tres actos de Antonio Buero Vallejo publicada en 1951.

## Argumento
La obra se centra en el infortunado Ignacio, ciego de nacimiento, que se ve compelido a ingresar en una institución de ciegos, regentada por don Pablo. Allí se encuentra con un grupo de ciegos, aparentemente felices, a los que, sin embargo, contagia su sensación de desgracia por la pérdida del más maravilloso de los sentidos. A pesar de los intentos de Carlos, receloso de la amistad entre el recién llegado y su novia Juana, Ignacio se niega a abandonar el centro. Un aciago día, Carlos asesina a Ignacio en los columpios del patio. Parece que por fin los ciegos pueden volver a ser felices; sin embargo, las últimas palabras de Carlos nos llevan a pensar que la influencia de Ignacio ha cambiado su manera de pensar para siempre.

## Representaciones destacadas
- Teatro (Estreno, 1950). Dirección: Luis Escobar Kirkpatrick y Humberto Pérez de la Osa. Intérpretes: José María Rodero (Ignacio), Mari Carmen Díaz de Mendoza (Juana), Adolfo Marsillach (Carlos), Rafael Alonso (Don Pablo), Pilar Muñoz, Berta Riaza, Mayrata O'Wisiedo.
- Cine (Argentina, 1959). Dirección: Daniel Tinayre. Intérpretes: Mirtha Legrand, Lautaro Murúa, Duilio Marzio, Luisa Vehil, Élida Gay Palmer, María Vaner.
- Televisión (En el espacio Estudio 1, de TVE). Dirección: José Luis Tafur. Intérpretes: Jaime Blanch, Tina Sáinz, Luis Varela, María Elena Muelas, Pilar Muñoz, Jesús Enguita, Antonio Acebal, Francisco Cecilio.